# Спомен костурница из Првог светског рата
Спомен костурница из Првог светског рата се налази у Врању, на Шапраначком гробљу, у којој су сахрањени погинули српски ратници у ослобађању Врања.
Након пробоја Солунског фронта Бугарска је капитулирала, а војно-инспекциона област прелази у руке Немаца. Почетком октобра 1918. године Седми пешадијски пук Дунавске дивизије, под командом потпуковника Душана Симовића, напредовао је ка Врању и сукобио се са непријатељским снагама код Горњег и Доњег Вртогоша. Непијатељ је пружао жешћи отпор на самим прилазима Врању, на линији Нерадовац - Стропско - Дубница.
Под јаком непријатељском ватром и не малим губицима Седми и Осми пук успели су да у поподневним часовима пробијају линију фронта код Дубнице, чиме је непријатељ био принуђен на опште повлачење са целе линије одбране. Јединице Седмог пешадијског пука, нешто после 17 часова 4. октобра 1918. године ушле су у Врање.
Слобода је плаћена са 514 живота на фронту и 335 недужно стрељаних, док су у граду су у то време харали тифус и шпанска грозница.